# 요모기타촌
요모기타촌(일본어: 蓬田村)은 일본 아오모리현 히가시쓰가루군 남부에 있는 촌이다.

## 지리
서쪽으로 오쿠라다케가 있어 기타쓰가루군과의 경계를 이룬다. 요모기타강 등의 하천이 서쪽에서 동쪽으로 흘러 무쓰만에 이른다.

### 인접한 자치체
- 아오모리시
- 고쇼가와라시
- 히가시쓰가루군 소토가하마정
- 기타쓰가루군 나카도마리정

## 역사
- 1889년 4월 1일 - 요모기타촌이 성립하였다.

## 교통

### 철도
- 동일본 여객철도 쓰가루선

### 도로
- 국도 280호선(일본어판)

## 인구
| 연도 | 인구  | ±%     |
| ---- | ----- | ------ |
| 1920 | 3,601 | —      |
| 1930 | 3,844 | +6.7%  |
| 1940 | 4,196 | +9.2%  |
| 1950 | 5,429 | +29.4% |
| 1960 | 5,435 | +0.1%  |
| 1970 | 4,771 | −12.2% |
| 1980 | 4,360 | −8.6%  |
| 1990 | 4,052 | −7.1%  |
| 2000 | 3,480 | −14.1% |
| 2010 | 3,271 | −6.0%  |